# 吉岡勉
吉岡 勉（よしおか つとむ、1968年 - ）は、日本の会計学者。とくにホスピタリティ・マネジメント・アカウンティング（ホスピタリティ管理会計）、ホスピタリティ・マネジメント（ホスピタリティ経営）を研究領域としている。東京都生まれ。東洋大学国際観光学部教授。
高校卒業後、ソフトウェア開発企業での勤務（システムエンジニア、総務、人事等）と並行して大学・大学院で学び、現職。

## 学歴
- 1986年： 茨城県立竹園高等学校卒業[1]
- 2006年： 産業能率大学経営情報学部（通信教育課程）卒業 〔学士（経営情報学）〕[1]
- 2009年： 産業能率大学大学院 総合マネジメント研究科MBAコース修了 〔修士（経営管理）〕[1]
- 2012年： 亜細亜大学大学院 アジア・国際経営戦略研究科博士後期課程修了 〔博士（経営学）〕[1]

## 職歴
- 1986年 - 2012年： ソフトウェア開発企業勤務（システムエンジニア、総務、人事等）[1]
- 2012年 - 2017年： 産業能率大学 情報マネジメント学部 准教授[1]
- 2013年 - 2017年： 東洋大学 国際地域学部 国際観光学科 非常勤講師[1]
- 2017年 - 2021年：東洋大学 国際観光学部 准教授[1]
- 2020年 - 2022年： 立教大学 観光学部 兼任講師[1]
- 2016年 - ： 亜細亜大学 経営学部 非常勤講師[1]
- 2023年 - ： 文教大学 情報学部 非常勤講師[1]
- 2021年 - ： 東洋大学 国際観光学部 教授[1]

## 著書
- Management Control Systems for Strategic Changes - Applying to Dematurity and Transformation of Organizations (Japanese Management and International Studies: Volume 17) （共著、担当範囲：Chap. 7; The Impact and Effect of Management Control Systems on the Productivity of the Lodging Industry in Japan） World Scientific 2021年.
- 『ホスピタリティ戦略会計 － ホスピタリティ－レベニュー・サイクルの構築』（単著） Next Publishing Authors Press 2020年.
- 『おもてなしを考える－余暇学と観光学による多面的検討－』（共著） 創文企画 2019年.
- 『数字でとらえるホスピタリティ 会計＆ファイナンス』（共著） 産業能率大学出版部 2014年.